# Spritzentausch
Der Spritzentausch, auch Spritzenaustausch genannt, ist eine tertiäre Präventionsmaßnahme für Personen, die Heroin und/oder andere Drogen intravenös applizieren. Hierbei wird den Drogenkonsumenten die Möglichkeit geboten, alte Spritzen gegen neue saubere Spritzen umzutauschen. Die Übertragung von Viren über unsteriles Spritzbesteck ist ein vermeidbarer Infektionsweg. Stetiger Gebrauch steriler Spritzen mindert die Wahrscheinlichkeit einer Infektion bei der intravenösen Applikation gegen Null.

## Geschichte des Spritzentauschs
Schon lange vor dem Aufkommen von AIDS war bekannt, dass durch den gemeinsamen Gebrauch von unsterilen und verunreinigten Spritzen tödliche Infektionskrankheiten wie Hepatitis C sehr leicht übertragen werden können, doch erst AIDS hat die Tragweite der Problematik des Verbotes der Spritzenabgabe in das Bewusstsein der Öffentlichkeit gerufen. Im Oktober 1984 betrug der Anteil intravenös drogenkonsumierender Personen an der Gesamtzahl der gemeldeten AIDS-Erkrankungen in Europa nur 2 % aller Fälle. Nach einem Jahr, im Oktober 1985, betrug dieser Anteil bereits 8 %. Innerhalb eines Jahres wuchs dieser Anteil um sechs Prozentpunkte an. Die Schweiz hatte Mitte der achtziger Jahre die höchste Häufigkeitszahl an AIDS-Erkrankungen in Europa zu verzeichnen. Mit 11,8 Fällen pro Million Einwohner lag die Schweiz im Herbst 1985 vor Dänemark (11,2) und Frankreich (8,5). Ein Jahr später, im Herbst 1986 hatte die Schweiz mit 21,2 Fällen pro Million Einwohner wieder den höchsten Wert aller Staaten Europas. Innerhalb eines Jahres hatte sich die Zahl der Fälle nahezu verdoppelt.

### Vorreiter Amsterdam: Spritzentausch seit 1984
Die Initiative zur Installierung des ersten Spritzenaustauschprogramms in Amsterdam ergriff seinerzeit der damalige Interessenverband der Fixer, der „Junkie Bond“ (Fixer-Bund). Von Sozialarbeitern unterstützt, plädierte der Verband für ein solches Programm, da eine lokale Apotheke im Sommer 1984 den Verkauf von Nadeln und Spritzen an ungefähr 200 Fixer aufgrund zahlreicher Beschwerden aus der näheren Umgebung einstellte. Der Verband fürchtete, dass dieser Verkaufsstopp zu einer Steigerung der Übertragung von Infektionskrankheiten im Kreise der Fixer führen würde.
Das städtische Gesundheitsamt (GG & GD) kaufte dann große Mengen steriler Nadeln und Spritzen, lieferte sie einmal wöchentlich beim „Junkie Bond“ ab und nahm die abgegebenen gebrauchten Spritzen zur sachgerechten Entsorgung mit. Zu Beginn des Programms 1984 wurden etwa Tausend Spritzen pro Woche umgetauscht. Als die AIDS-Problematik 1985 einen besorgniserregenden Umfang annahm, beschlossen auch andere Institutionen sich an diesem Programm zu beteiligen. In der Folge wurden die angebotenen Möglichkeiten sehr oft und intensiv in Anspruch genommen. Die Zahl der umgetauschten Spritzen wuchs von 100.000 im Jahr 1985 auf 800.000 im Jahr 1989 und auf über eine Million im Jahr 1992. Mitte der 1990er Jahre sank dann die Zahl der umgetauschten Spritzen wieder auf etwa 750.000 pro Jahr, da die Anzahl intravenös injizierender Drogengebraucher in Amsterdam geringer geworden war.

### Schweiz: Spritzenabgabe 1985/86 in Zürich umstritten
Im April 1985 behauptete der damalige Zürcher Kantonsarzt Gonzague Kistler im amtlichen Drogenbulletin, die Abgabe von sterilen Injektionsutensilien an Drogenabhängige sei verboten. Unterstützt vom kantonalen Gesundheitsdirektor Peter Wiederkehr, drohte er Ärzten und Apothekern mit „patentrechtlichen Maßnahmen bis hin zum Bewilligungsentzug“. Der Erlass wurde von Sozialarbeitern, Juristen und mit einer Selbstbezichtigungsaktion von 360 Ärzten vehement bestritten. Das Zürcher Verwaltungsgericht sprach in seinem Urteil vom Mai 1986 von «einer blossen Meinungsäusserung ohne gesetzliche Grundlage». Am 4.7.1986 wurde das sogenannte Spritzenabgabeverbot zurückgezogen.
Der Stadtrat von Zürich beschloss 1989, Schadensminimierung (harm reduction) zum festen Bestandteil der drogenpolitischen Maßnahmen zu küren. Die erste Interventionsstrategie war der Aufbau eines weitverzweigten Netzes mit Möglichkeiten, alte, gebrauchte Spritzen gegen neue auszutauschen. Keine zehn Jahre nach dem Beginn des Spritzenaustauschprogrammes wurden in Zürich jährlich Millionen von Spritzen abgegeben (1994 waren es 4,3 Millionen), wobei etwa 90 % wirklich ausgetauscht wurden, das heißt, die Fixer haben ihre gebrauchten Spritzen wieder abgegeben, so dass sie sachgerecht entsorgt werden konnten.
In Basel, Bern, Luzern, St. Gallen und anderen Städten wurden 1986/1987 Spritzenaustauschprogramme als fester Bestandteil der Gesundheitsdienste eingerichtet. Die ab 1986 in verschiedenen Städten eingeführten Spritzenaustauschprogramme beeinflussten nachhaltig das Infektionsrisiko, wobei der Anteil der drogenkonsumierenden Personen an der Gesamtzahl aller gemeldeten HIV-positiven Testresultate von 69,5 % im Jahr 1985 auf 12,7 % im Jahr 1998 zurückgegangen ist. Alleine durch diese Maßnahme konnte das Infektionsrisiko mit HIV bei den intravenös injizierenden Drogenkonsumenten um mehr als den Faktor fünf reduziert werden.

### Deutschland: Spritzenabgabe seit 1992 legal
In Frankfurt am Main wurde der drogenpolitische Paradigmenwechsel im Jahr 1987 mit einem Spritzenaustauschprogramm eingeläutet. Man erkannte, dass dem Spritzenaustausch im Sinne der AIDS-Prävention eine große und zentrale Bedeutung zukommt. Das gegen Ende der achtziger Jahre eingeführte Spritzenaustauschprogramm wurde 1990 stark ausgeweitet. Für die offene Drogenszene in der Taunusanlage wurde im Sommer 1991 das mobile Spritzentauschprojekt SAP gestartet. Auch nach der Auflösung der offenen Szene in der Taunusanlage im November 1992 konnte der Spritzenaustausch durch die Mitarbeiter des SAP im Bahnhofsviertel in vollem Umfang sichergestellt werden. Das SAP hatte im Jahr 1994 knapp zwei Millionen Nadeln und Spritzen ausgetauscht.
In Hamburg öffnete am 7. September 1987 das „Drob Inn“ und versorgte in der Folgezeit auf einer Fläche von 50 Quadratmetern täglich weit über 500 Fixer und tauschte (ebenfalls täglich) 10.000 bis 12.000 neue Spritzen gegen gebrauchte aus, über das Jahr mehr als vier Millionen. 1988 wurde dann in Nordrhein-Westfalen ein Programm zum Austausch von Spritzen ins Leben gerufen. Andere Bundesländer folgten. Legal war die Abgabe von sterilen Spritzen in Deutschland jedoch nicht. 1992 beschlagnahmte die Polizei in Dortmund zum letzten Mal einen Spritzenaustauschautomaten. Erst mit dem Gesetz zur Änderung des Betäubungsmittelgesetzes vom 9. September 1992 (BGBl. I S. 1593) wurde die Abgabe von sterilen Einmalspritzen an Betäubungsmittelabhängige legalisiert.

## Kostenlose Ausgabe von Spritzen senkt HIV-Risiko
Die kostenlose Ausgabe von Spritzen an Drogenabhängige senkt nach Erkenntnissen einer weltweiten Studie aus den Jahren 1996/1997 die Zahl der HIV-Infektionen. In Städten, die Drogenabhängige mit sauberen Spritzen versorgen, ist die Zahl der Neuansteckungen mit HIV seit Mitte der 1980er Jahre bis Mitte der 1990er Jahre um durchschnittlich 5,8 Prozent zurückgegangen. Demgegenüber ist die Zahl der HIV-Infektionen in Städten ohne solche Programme im gleichen Zeitraum um durchschnittlich 5,9 Prozent angestiegen.
Wissenschaftler der Universität von Melbourne (Australien) werteten die Daten von 81 Städten aus. Mehr als die Hälfte (54 Prozent) der untersuchten Städte lagen in den USA, etwa ein Drittel (32 Prozent) in Europa und der Rest in Asien und im Südpazifik. Diese Ergebnisse führten immerhin dazu, dass in den USA in der Appropriation Act von 1993 das Verbot der Förderung von Spritzenaustauschprogrammen nur noch so lange gelten soll, bis die oberste Gesundheitsbehörde der USA eindeutig feststellt, dass solche Programme effektiv der Ausbreitung von HIV entgegenwirken und nicht zum Drogenkonsum animieren. Bis heute hat diese US-Behörde jedoch trotz zahlreicher Studien ihren prohibitiven Standpunkt beibehalten.

## Interventionsstrategie Spritzentausch
Die Interventionsstrategie Spritzentausch soll die Benutzung von einer Spritze durch mehr als eine Person (Needle Sharing) und damit die Verbreitung von Infektionskrankheiten wie Hepatitis und HIV unter Drogenkonsumenten eingedämmt werden (Safer Use). Außerdem sollen Erkrankungen durch verschmutzte Spritzen vermieden werden. Der Tausch kann persönlich bei einer Drogenberatungsstelle oder anonym an einem Spritzenautomaten erfolgen. Neben den Spritzen werden meist noch Kondome für Safer Sex und Pflegesets angeboten. Ferner werden benutzte (und damit potentiell infektiöse) Spritzen durch das Tauschsystem (auch beim Automaten) sicher entsorgt; dies verhindert, dass sich Dritte Nadelstichverletzungen zuziehen und sich so infizieren könnten.